# Japan
Japan fue una banda británica de new wave, formada en 1974 y disuelta en 1982, lapso de tiempo en el que sufrió muchos cambios en cuanto a estilo de música, empezando por una orientación hacia el glam rock y terminando con un estilo de synth pop y new romantic, estando estos dos últimos géneros de moda al momento de la separación. La banda estuvo formada máximo por cinco miembros oficiales: David Sylvian (voz principal, guitarra y teclados), Mick Karn (bajo, saxofón, oboe), Steve Jansen (batería y percusión), Richard Barbieri (teclados y sintetizadores) y Rob Dean (guitarra principal). Todos los miembros, a excepción de Dean, tuvieron carreras musicales solistas y experimentales.

## Historia

### Comienzos
David Batt (nombre real de David Sylvian), Andonis Michaelides y Richard Barbieri eran compañeros de clase en el colegio de secundaria de Catford, mientras que Steve Jansen estaba en un año escolar más bajo que el de ellos. Al formarse la banda, los miembros eran Sylvian, Karn y Jansen, mientras Barbieri estaba optando entre dos vocaciones: el fútbol o  la música.
La banda se forma en 1974 cuando aún estaban el colegio, tocando por distintas escuelas, y al igual que Ultravox, están enraizados en el glam rock. Ya para 1976 Barbieri y Rob Dean se integran a la banda. En ese año se pusieron a grabar demos y, lo más importante, firmaron contrato con el sello Hansa.

### Carrera musical
En 1977, los cinco componentes de Japan graban su primer álbum: Adolescent Sex, lanzado en 1978. Este producto no fue del gusto de las masas, debido a la predominancia del punk rock y a que su contenido tenía una clara influencia del glam rock. En ese mismo año 1978 graban y realizan también el segundo álbum Obscure Alternatives, que mezcla el glam rock con otros géneros, pero que tampoco resulta ser un éxito comercial.
La verdadera ascensión de Japan comienza en 1979 con el álbum Quiet Life, que desprendía un gran estilo New Romantic y canciones algo orientadas con jazz (como "Despair" o "The Other Side Of Life"). Canciones como la homónima del álbum (Quiet Life) fueron los primeros sabores de éxito para la banda.
Al comenzar los años ochenta, Japan sale de Hansa y firman contrato con el sello Virgin. Su primer álbum, aclamado, les hace llegar el aprecio por su música al fin. Gentlemen Take Polaroids de 1980 llega a importantísimos lugares. A pesar de eso, las diferencias entre Sylvian y Karn forman parte del estilo de vida del grupo y Rob Dean sale de la banda, pues la guitarra no ha sido muy importante para el grupo desde Quiet Life.
En 1981, el ya cuarteto edita el último y mejor álbum de su carrera: Tin Drum. La música destaca por su estilo orientado a los sintetizadores y un poco al nuevo romanticismo. Por eso, desde Quiet Life, se les comparaba con Duran Duran, quienes ese año editaban su primer LP e iniciaban una carrera de exitosa trayectoria.
Sylvian y Karn no superaron sus diferencias, y cada uno de los miembros de la banda, quienes desde antes de formar Japan aspiraban a una carrera musical exitosa, comenzaron a querer independizarse. Esto marcó la separación de Japan en 1982. Su último concierto fue el 16 de diciembre de 1982 en Nagoya, Japón, país que apreció toda su carrera musical -a diferencia del Reino Unido- y sacaron como últimas producciones el álbum en directo 'Oil In Canvas' y un sencillo que contenía otra versión más de "All Tomorrow Parties" de The Velvet Underground, que habían realizado durante el periodo de 'Quiet Life'.
En 1991, todos los miembros de Japan, excepto Dean, se reunieron para formar un proyecto no muy exitoso llamado Rain Tree Crow, el cual demuestra cuanto había evolucionado el estilo musical de cada uno ellos. Después no se supo nada de otra reunión de Sylvian con los demás salvo con su hermano Steve quien lo ayuda en sus proyectos solistas y en otro proyecto llamado Nine Horses.

### Fuera de Japan
Parece que Mick Karn y David Sylvian siguen con los mismos problemas internos en su relación, lo que causó la disolución de Japan.
Mick Karn ha comenzado desde 1982 una carrera como solista, orientando su música al avant-garde. En ese mismo año, él y Midge Ure sacaron un sencillo llamado "After The Fashion" (que se puede hallar en los recopilatorios de Ure). Después formó un proyecto llamado Dali's Car, junto a Peter Murphy, sacando solo un álbum.
Richard Barbieri se dedica a una carrera como solista y es miembro del grupo de rock progresivo Porcupine Tree. También tocó para Steve Jansen, haciendo dúo desde la separación de Japan en algunos discos, formando una banda llamada The Dolphin Brothers, que sacó en 1987 el álbum 'Catch The Fall'.
Steve Jansen destacó como batería y cantante en muchos proyectos suyos y con Barbieri. Se dice que John Foxx lo quiere llamar para que colabore junto con Harold Budd en otro de sus proyectos. Foxx dijo que admiró su trabajo durante años. Sylvian también lo llama para sus proyectos solistas y también ambos forman un proyecto llamado Nine Horses, que sacó un álbum en el 2007.
Rob Dean es un experto en las aves. Ahora vive en Costa Rica, donde hace esta dedicación.
Karn, Jansen, Barbieri y Dean parecen no tener ninguna diferencia en su relación, reuniéndose los cuatro en el 2001 para hacer un proyecto musical. Los tres primeros tienen una relación de amistad muy fuerte.
De todos los exmiembros del grupo, es David Sylvian el que ha tenido más éxito en su carrera en solitario. Incluso cuando Robert Fripp lo llamó para ser el cantante de su banda King Crimson y le respondió el rechazo del pedido, ambos formaron un dueto que llegó a sacar tres álbumes.
A mediados de 2010, Mick Karn, viviendo en su natal Chipre, es diagnosticado con cáncer y regresa a Inglaterra para tratar la enfermedad, recibiendo apoyo de sus excompañeros de Japan, incluso Sylvian, y de otros músicos que colaboraron con él. Pero el 4 de enero de 2011, fallece en su residencia en Chelsea, Londres, tras meses de su lucha contra la enfermedad.

## Discografía

### Álbumes
- Adolescent Sex (1978)
- Obscure Alternatives (1978)
- Quiet Life (1979)
- Gentlemen Take Polaroids (1980)
- Tin Drum (1981)
- Oil On Canvas - En directo (1983)

### Sencillos
- Don't Rain on My Parade (Hansa, 1978)
- Adolescent Sex (Hansa, 1978)
- Adolescent Sex/Don't Rain On My Parade (Hansa, 1978)
- The Unconventional/Adolescent Sex (Reino Unido, Hansa, 1978)
- The Unconventional/Lovers On Main Street (Japón, Hansa, 1978)
- Sometimes I Fell So Low (1978)
- Deviation/Suburban Berlín (Holanda, 1979)

### Compilatorios
- Assemblage (BMG, 1981)
- Exorcising Ghosts (Virgin, 1985)
- The Singles (BMG, solo Japón, 1997)
- The Collection (2001)
- The Very Best Of Japan (EMI, 2006)